# Consorcio Internacional de Periodistas de Investigación
El Consorcio Internacional de Periodistas de Investigación (en inglés: International Consortium of Investigative Journalists, ICIJ) es una red internacional con sede en Washington, D. C. que agrupa a más de 190 periodistas de investigación de más de 65 países. Fue creado en 1997 como un proyecto del Centro para la Integridad Pública (CPI). Actualmente su director es el periodista irlandés Gerard Ryle.
El 3 de abril de 2016 el ICIJ publicó una investigación de impacto mundial conocida como los Panama Papers por la que recibió el Premio Pulitzer.